# Mike Crapo
Michael Dean Crapo, detto Mike (Idaho Falls, 20 maggio 1951), è un politico statunitense, senatore per lo stato dell'Idaho dal 1999 e in precedenza membro della Camera dei Rappresentanti per lo stesso stato dal 1993 al 1999. Ancor prima, Crapo ha servito come senatore statale dal 1984 al 1992.

## Biografia
Diplomatosi alla Idaho Falls High School nel 1969, ha successivamente conseguito due lauree, una in Scienze politiche presso la Brigham Young University nel 1973 ed una in Legge all'Università di Harvard nel 1977.
La sua carriera politica ha inizio come membro dell'organizzazione locale del Partito Repubblicano, nella quale raggiunge anche la carica di vicepresidente; viene quindi eletto nel 1984 al Senato dello Stato dell'Idaho come rappresentante della Contea di Bonneville e rimane in carica fino al 1992, ricoprendo anche il ruolo di Presidente dal 1988 al 1992.
Nel 1993 viene eletto alla Camera dei Rappresentanti per il Secondo distretto dell'Idaho, dove rimane fino al 1998.
Nelle elezioni del 1998 viene eletto al Senato ed entra in carica nel 1999, per venire rieletto nel 2004 e nel 2010.
Mike Crapo è sposato con Susan Diane Hasleton ed ha cinque figli.